# Federação Luxemburguesa de Voleibol
A Federação Luxemburguesa de Voleibol  (em luxemburguês:Fédération Luxembourgeoise de Volleyball, FLV) é  uma organização fundada em 1951 que governa a pratica de voleibol da Luxemburgo, sendo membro da Federação Internacional de Voleibol e da Confederação Européia de Voleibol, a entidade é responsável por organizar  os campeonatos nacionais de  voleibol masculino e feminino no território..